# Ignacio Álvarez Aguerre
Carlos Ignacio Álvarez Aguerre (Montevideo, 25 de junio de 1971) es un periodista, locutor de radio, columnista y presentador de televisión uruguayo. 

## Biografía
Nació en Montevideo en 1971, como hijo de un inmigrante español. Tiene dos hermanos: su mellizo Bernardo y su hermana Mariana.
Inició su carrera en los medios en 1994 como conductor, junto al psicólogo y sexólogo Rubén Campero, del programa radial Historias de piel, emitido por FM Del Plata (95.5 MHz). En el año 2000 estrenó el programa periodístico matutino Las cosas en su sitio por Radio Sarandí, que con el tiempo se convirtió en el programa más escuchado de su género en el país. Su desempeño le valió un premio Iris a la conducción de periodístico en radio.
Entre 2003 y 2006 fue conductor del programa periodístico y de actualidad Zona Urbana, emitido por Canal 10, que alcanzó altos niveles de audiencia y recibió el premio Iris de Oro. En 2005, a su vez, se desempeñó como conductor en el programa Pan y circo, también en la misma cadena. 
En 2012, regresó a la televisión como conductor del programa de periodismo político y de investigación Santo y Seña, emitido por Canal 4. El ciclo se mantuvo al aire durante trece temporadas, con altos niveles de audiencia, hasta su final en diciembre de 2024. Hasta noviembre de 2016 participó de numerosas ediciones de Teletón. Asimismo, fue docente en la Universidad ORT Uruguay.
En julio de 2020 se desvinculó de Radio Sarandí y dejó la conducción de Las cosas en su sitio por diferencias económicas. En febrero de 2021 estrenó La pecera en Azul FM.

## Trayectoria

### Televisión
| Año       | Trabajo      | Canal    | Rol         |
| --------- | ------------ | -------- | ----------- |
| 2003-2006 | Zona urbana  | Canal 10 | Coconductor |
| 2005      | Pan y Circo  | Canal 10 | Coconductor |
| 2012-2024 | Santo y Seña | Canal 4  | Conductor   |

### Radio
| Año           | Trabajo               | Rol         | Emisora       |
| ------------- | --------------------- | ----------- | ------------- |
| 1994-2000     | Historias de piel     | Coconductor | FM Del Plata  |
| 2000-2020     | Las cosas en su sitio | Conductor   | Radio Sarandí |
| 2021-presente | La pecera             | Conductor   | Azul FM       |

## Vida personal
En 1999 contrajo matrimonio con Natalia Petrino, con quien tuvo dos hijos: Lucas y Tomás. La pareja se separó en diciembre de 2019. Es católico.
En febrero de 2022 hizo pública su relación con su novia Melissa De León. En junio de 2024 anunciaron su compromiso.

## Premios y nominaciones
| Año  | Premios      | Categoría                              | Trabajo nominado      | Resultado |
| ---- | ------------ | -------------------------------------- | --------------------- | --------- |
| 2001 | Premios Iris | Iris de Oro                            | Las cosas en su sitio | Ganador   |
| 2012 | Premios Iris | Conducción de periodístico en radio    | Las cosas en su sitio | Ganador   |
| 2013 | Premios Iris | Conducción masculina                   | Santo y Seña          | Nominado  |
| 2013 | Premios Iris | Conducción en radio                    | Las cosas en su sitio | Nominado  |
| 2014 | Premios Iris | Conducción en radio                    | Las cosas en su sitio | Nominado  |
| 2014 | Premios Iris | Conducción masculina                   | Santo y Seña          | Nominado  |
| 2016 | Premios Iris | Conducción de noticiero o periodístico | Santo y Seña          | Nominado  |
| 2016 | Premios Iris | Conducción en radio                    | Las cosas en su sitio | Nominado  |
| 2017 | Premios Iris | Conducción en radio                    | Las cosas en su sitio | Nominado  |
| 2017 | Premios Iris | Conducción masculina                   | Santo y Seña          | Nominado  |
| 2018 | Premios Iris | Conducción masculina                   | Santo y Seña          | Nominado  |
| 2018 | Premios Iris | Conducción en radio                    | Las cosas en su sitio | Nominado  |

## Polémicas
En 2004, la periodista Sonia Breccia denunció penalmente a Ignacio Álvarez y al coconductor del programa radial "Las cosas en su sitio", Gustavo Escanlar, por difamación e injurias. Ese mismo año, el juez Pedro Hackenbruch sentenció a Ignacio Álvarez a retractarse públicamente de sus dichos. La retractación no fue cumplida correctamente por el periodista, por lo que fue obligado por Hackenbruch a realizarla nuevamente en los siguientes términos: «Por disposición del señor juez letrado de primera instancia en lo penal de 7.º Turno, se procederá a dar lectura del siguiente texto: “Yo, Ignacio Álvarez, y yo, Gustavo Escanlar, afirmamos que todos nuestros dichos en los programas del día 11 y 12 de mayo de 2004 referidos a la periodista Sonia Breccia fueron pronunciados en el tono utilizado en ese espacio del programa, y declaramos son falsos e inexactos, por lo cual nos retractamos formalmente ante la sede judicial como ya lo hicimos con un mes de anterioridad a esta audiencia en Radio Sarandí”».
En septiembre de 2016, se difundió un video íntimo sin su consentimiento.
En 2018 la jueza Gabriela Rodríguez Marichal hizo lugar a la denuncia presentada por el Instituto del Niño y Adolescente del Uruguay (INAU) en 2015, a raíz del informe emitido en el programa Santo y Seña (programa que conduce Ignacio Álvarez) en el que aparece una niña relatando los abusos que sufrió por parte de su abuelo y la pareja de su madre. Según la jueza Rodríguez Marichal, "se difundió información que pudo permitir que los televidentes identificaran a dos niñas víctimas de abuso sexual, violándose su derecho a que no se publique ninguna información que pueda dar lugar a la individualización de su persona”.